# Grabowa (Beskid Śląski)
Grabowa (907 m n.p.m.) – mało wybitny szczyt w Beskidzie Śląskim, znajdujący się na długim, prawie zupełnie płaskim i porośniętym lasem grzbiecie Beskidu Węgierskiego między Przełęczą Salmopolską na południu a Kotarzem na północy. Na grzbiecie tym znajdują się w kolejności od południa na północ Biały Krzyż, Grabowa i Kotarz.
Wschodnie stoki Grabowej opadają do doliny Potoku Malinów, zachodnie do doliny potoku Grabowa. Od Grabowej odgałęzia się w kierunku północno-zachodnim ramię Starego Gronia.
Nazwa, związana z grabami (gatunek drzewa liściastego), odnosi się także do przysiółka Brennej Leśnicy położonego na zachodnim stoku Grabowej oraz do samych polan, na których rozlokowane jest osiedle. Łąka Grabowa wspominana była w dokumentach Księstwa Cieszyńskiego już w 1689 r. W połowie XVIII w. wzmiankowany był na Grabowej szałas.
Na górze odnaleziono ślady obecności środkowopaleolitycznego praczłowieka, prawdopodobnie kultury mustierskiej.
Grzbietem Grabowej biegnie także granica między gminą Brenna (powiat cieszyński) a miastem Szczyrk (powiat bielski).

## Szlaki turystyczne
Grzbietem Grabowej biegnie czerwono znakowany szlak turystyczny z Klimczoka na Przełęcz Salmopolską. Na wypiętrzeniu Grabowej kończą się czarne znaki szlaku turystycznego z Brennej.
 Przełęcz Salmopolska – Grabowa – Kotarz – Beskid Mały – Beskidek – Karkoszczonka – Klimczok. Odległość 8,8 km, suma podejść 530 m, suma zejść 420 m, czas przejścia 3:10 godz., z powrotem 2:40 godz.
 Brenna – Malina – Horzelica – Grabowa. Odległość 5,1 km, czas przejścia 1:50 godz., suma podejść 290 m, z powrotem 1:15 godz.